# 609 Fulvia
Fulvia (asteroide 609) é um asteroide da cintura principal com um diâmetro de 54,17 quilómetros, a 2,9586737 UA. Possui uma excentricidade de 0,0409847 e um período orbital de 1 979,25 dias (5,42 anos).
Fulvia tem uma velocidade orbital média de 16,95731066 km/s e uma inclinação de 4,17851º.
Este asteroide foi descoberto em 24 de Setembro de 1906 por Max Wolf.